# Budynek bursy międzyszkolnej we Wrześni
 Budynek bursy międzyszkolnej we Wrześni – historyczny budynek oświatowy, położony we Wrześni przy ulicy Słowackiego, na wschód od centrum miasta. Aktualnie pełni rolę bursy dla uczniów wrzesińskich szkół ponadpodstawowych.

## Historia
7 kwietnia 1925 odbyło się zebranie zarządu Towarzystwa Bursy Gimnazjalnej pod przewodnictwem Franciszka Czapskiego z Barda. Tego dnia podjęto decyzje o budowie własnego internatu. Zaapelowano do właścicieli ziemskich i rolników, aby zechcieli zwozić kamienie na plac budowy przy szosie Strzałkowskiej (obecnie ul. Słowackiego). Budowę bursy rozpoczęto w 1926, a oddano do użytku 1 września 1929.

## Galeria

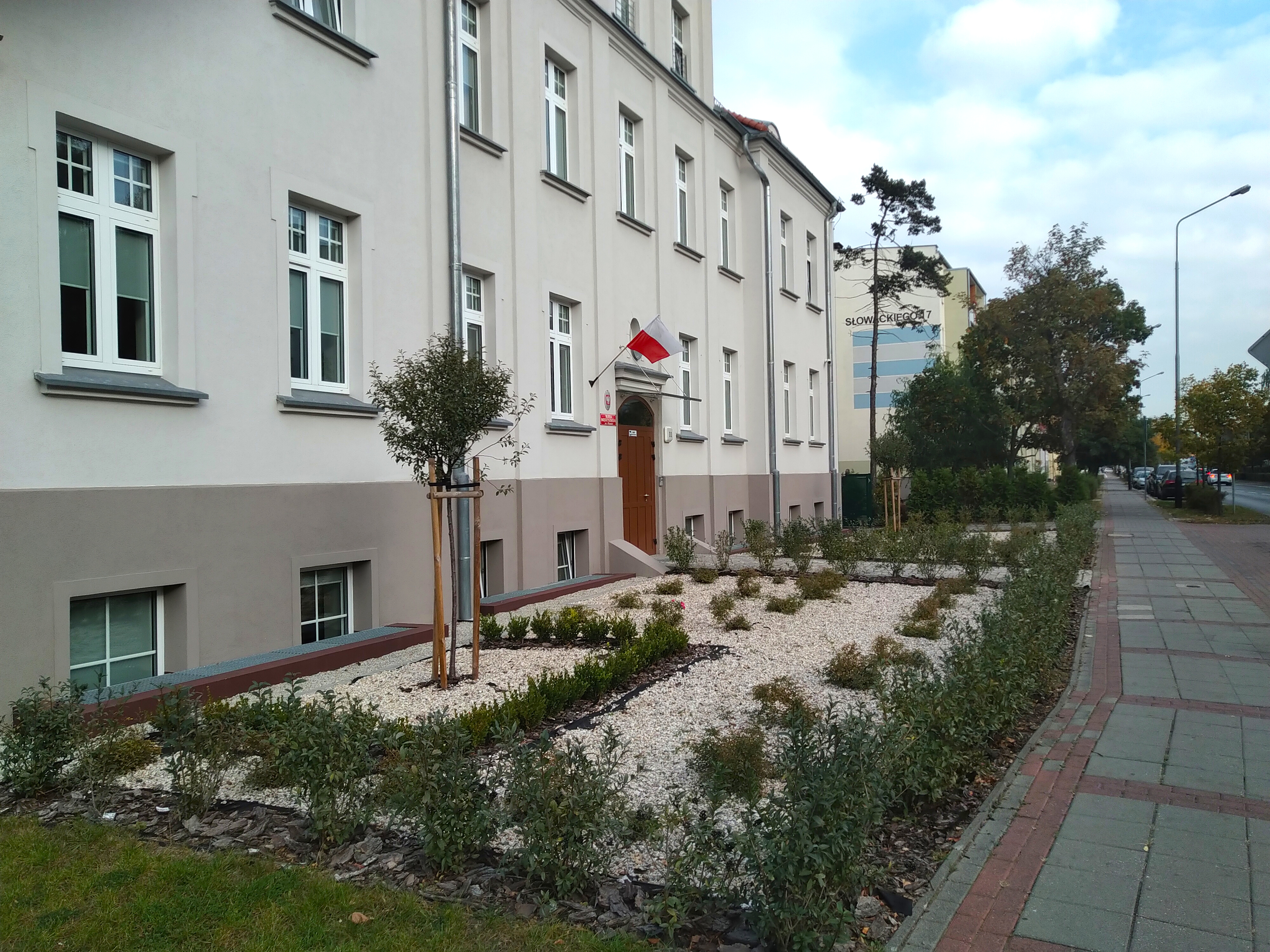
Otoczenie budynku
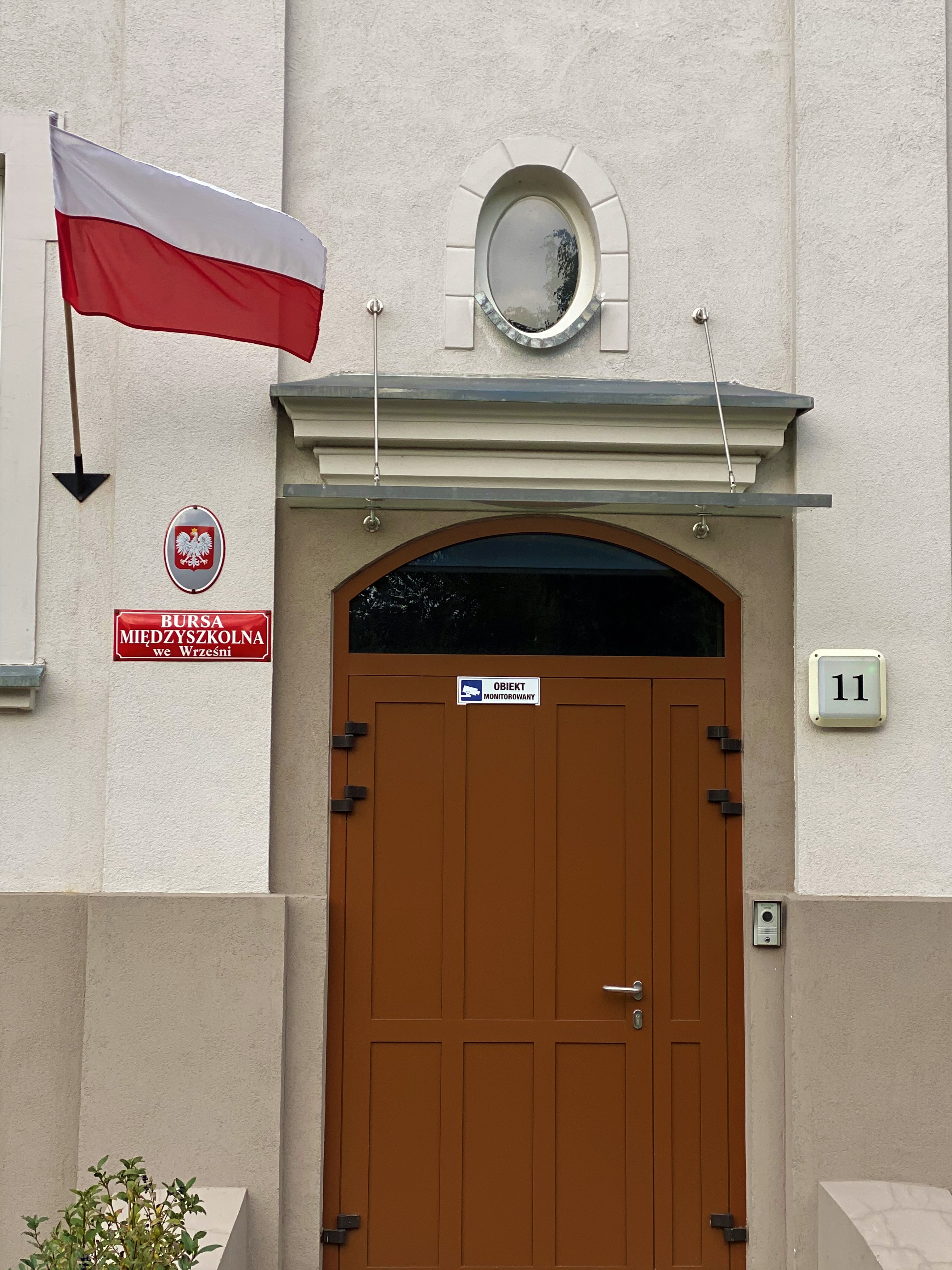
Wejście do budynku
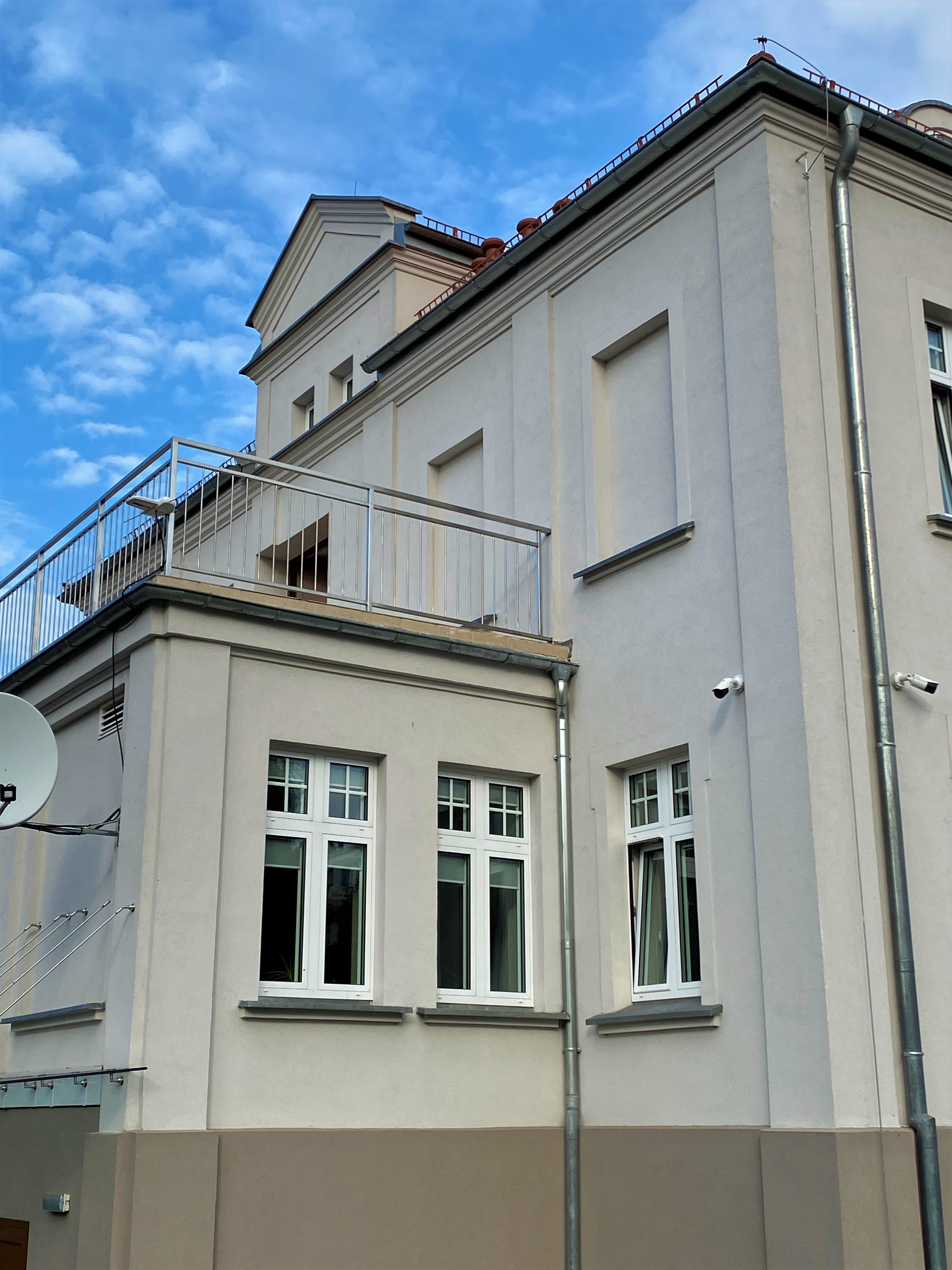
Elewacja zachodnia budynku